# Casa de acero
La casa de acero es un inmueble diseñado y construido con motivo del XVIII Sorteo de la "Siembra Cultural" de la Universidad Autónoma de Nuevo León (UANL), el diseño fue obra del Arq. Rodolfo Barragán Schwarz en 1960 se ubicaba en la calle Tierra #295 de la colonia Contry en Monterrey; desaparecida en 2004.

Esta casa se diseñó enteramente dentro del espíritu moderno de la época. El material definía la identidad de la región: el acero de la Compañía Fundidora de Fierro y Acero de Monterrey. Este diseño es similar a  Case Study Houses  de 1945 cuyo mérito principal era construir casas baratas y eficientes por el gran crecimiento en la demanda de casas residenciales en los Estados Unidos causado por el fin de la Segunda Guerra Mundial y el numeroso regreso de los soldados. La Case Study House #8 de Charles Eames fue montada en forma manual en apenas tres días. En palabras del arquitecto Alberto Canavati:
En una ciudad claramente permeada por aspectos culturales provenientes de Estados Unidos tanto en sentido social como incluso estético, el imaginario de aspirar a poseer una vivienda con las máximas de confort es característico de la clase media regiomontana, sobre todo si en una época como la segunda posguerra comienza abundar la cultura de consumo doméstico. Uno de los catalizadores que de forma clara dejar ver la evolución de una tipología doméstica con aspiraciones al máximo confort es la cultura de los sorteos de casas que las dos principales instituciones educativas de Monterrey llevan a cabo dos veces al año: La UANL y el ITESM, las que continuamente han convertido esta tradición desde 1953 hasta nuestros días y han hecho de la casa de sorteo el objeto del deseo de un extenso y variopinto segmento clase-mediero y sus aspiraciones al bienestar material. El estudio de la Casa de Acero, como se le llamaba durante la promoción del 18º Sorteo de la Siembra Cultural, y proyectada por Rodolfo Barragán Schwarz en 1960, nos permite observar las influencias, entre otros casos, de un modelo estadunidense como lo fue el Case Study Houses en una obra de singulares características dentro de un contexto en donde a pesar de ser una ciudad de vocación acerera, nunca antes se había construido con sistemas similares a los de la emblemática corriente moderna californiana.

Aun cuando el acero para formar las estructuras de las edificaciones llevaba en uso más de seis décadas en Monterrey, resultaba novedoso que una vivienda unifamiliar echara mano de dicho sistema constructivo. Al acero aportado por la Fundidora se le conferían propiedades de durabilidad, resistencia, seguridad y comodidad. La prefabricación y la modulación, aplicados estrictamente al desarrollo habitacional, ofrecían la oportunidad única de «evolucionar los métodos arquitectónicos» con materiales cien por ciento locales. Así es como se daba a conocer esta peculiar vivienda en El Norte en septiembre de 1960 (“Los dirigentes”, 1960). El matutino publicaría una entrevista con el arquitecto Rodolfo Barragán en la que se aportaba una descripción detallada sobre los materiales, acabados, equipamiento, distribución y localización de la casa en el fraccionamiento Contry, al sur del río Santa Catarina sobre la carretera nacional (“En interesante”, 1960).
En esta casa se utilizó material proveniente de la Compañía Fundidora de Fierro y Acero de Monterrey, el concreto utilizado fue una mezcla llamada concreto-escoria, utilizado en Europa desde 1925 en muros de carga y firmes. El concreto-escoria es cemento hidráulico, agregado grueso, agua y escoria, producto de un alto horno, para lograr mayor ligereza, ya que este último tiene una estructura porosa.
El diseño interior de la casa fue decorado con piezas del más alto diseño del momento, sillas Bertoia Diamond y Bertoia Side Chair para el recibidor; Bertoia Diamond full cover,  Bertoia Bird chair y Bertoia Bird Ottoman para la sala; Saarinen Executive Chair, para el comedor.
La casa fue vendida y demolida en 2004. 